# René Diatkine
René Diatkine foi um psiquiatra e psicanalista francês originário da Bielorrússia, nascido em Paris em 1918 e falecido em 1998. Na França deu um formidável impulso ao progresso da psiquiatria da criança e do adulto, aos tratamentos das psicoses e à psicanálise. Fez uma análise com Lacan, cujas ideias logo recusou. E uma segunda análise com Sacha Nacht.  